# Ashmeadiella truncativentris
Ashmeadiella truncativentris är en biart som beskrevs av Michener 1951. Ashmeadiella truncativentris ingår i släktet Ashmeadiella och familjen buksamlarbin. Inga underarter finns listade i Catalogue of Life.